# شريط الأدوات
شريط الأدوات (بالإنجليزية: Toolbar)‏ هو أحد مكونات واجهة المستخدم الرسومية، هو عبارة عن شريط أو صف على شاشة الحاسب الذي يستخدم واجهة استخدام رسومية، يتكون شريط الأدوات من مجموعة من الأيقونات أو الأزرار التي عند ضغطها يتم تشغيل إحدى وظائف البرنامج. معظم أنظمة التشغيل الحديثة تسمح للمستخدين بتعديل أشرطة الأدوات المتضمنة داخل هذه الأنظمة. شريط المهام في مايكروسوفت ويندوز هو أحد الأمثلة البارزة لأشرطة الأدوات.
يمكن ملاحظة أشرطة الأدوات في العديد من البرمجيات المعروفة والمستخدمة على نطاق واسع، مثلاً في تطبيقات معالجة الكلمات، مثل: مايكروسوفت وورد، وتوجد على هيئة إضافات في متصفحات الويب كما في فيرفكس، وإنترنت إكسبلورر.

## أشرطة الأدوات في متصفحات الويب

شريط أدوات جوجل العربي كما يظهر في فيرفكس

أشرطة الأدوات معروفة في عالم متصفحات الويب، حيث تقدم وظائف جديدة وخيارات سهلة التنفيذ بالنسبة للمستخدم النهائي. يأتي متصفح الويب ليتولى مهام بسيطة في التصفح (كالرجوع للخلف، الذهاب للأمام، إعادة التحميل) ويأتي دور شريط الأدوات في إضافة وظائف إضافية (حقول بحث، خيارات ملء الاستمارات، روابط لمواقع معروفة، ووظائف عديدة أخرى). هناك شرائط أدوات مشهورة يستخدمها العديد من مستخدمي المتصفحات الآن، منها:- شريط أدوات جوجل، شريط أدوات ياهو، شريط أدوات أليكسا.